# Stanton J. Peelle

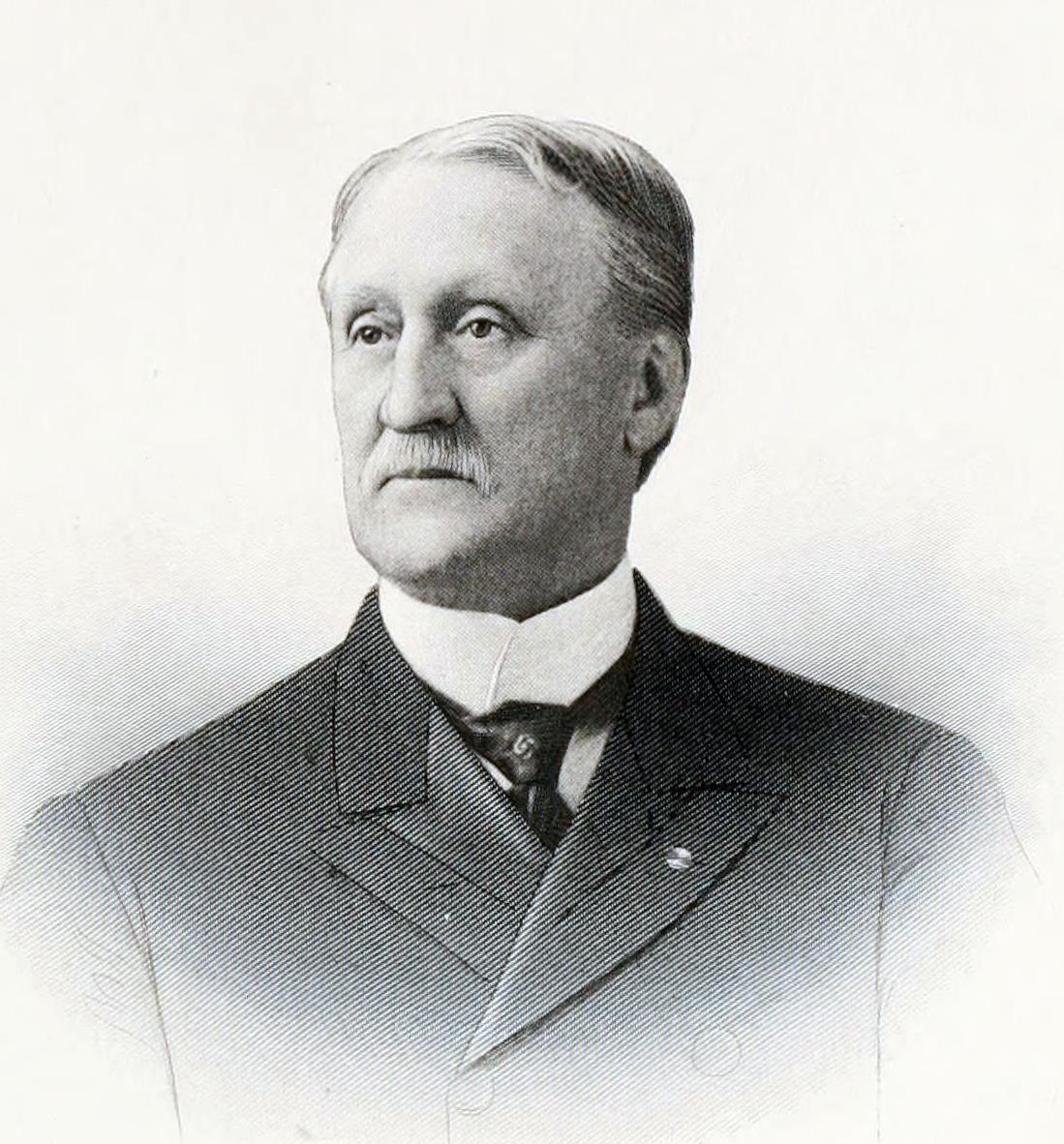
Stanton J. Peelle

Stanton Judkins Peelle (* 11. Februar 1843 bei Richmond, Indiana; † 4. September 1928 in Washington, D.C.) war ein US-amerikanischer Jurist und Politiker. Zwischen 1881 und 1884 vertrat er den Bundesstaat Indiana im US-Repräsentantenhaus.

## Werdegang
Stanton Peelle besuchte die öffentlichen Schulen seiner Heimat und danach das Winchester Seminary. Während des Bürgerkrieges diente er in einer Freiwilligeneinheit aus Indiana im Heer der Union. Nach einem anschließenden Jurastudium und seiner im Jahr 1866 erfolgten Zulassung als Rechtsanwalt begann er in Winchester in diesem Beruf zu arbeiten. Seit 1869 lebte er in Indianapolis. In den Jahren 1872 und 1873 war er Bezirksstaatsanwalt im dortigen Marion County.
Politisch war Peelle Mitglied der Republikanischen Partei. Von 1877 bis 1879 saß er als Abgeordneter im Repräsentantenhaus von Indiana. Bei den Kongresswahlen des Jahres 1880 wurde er im siebten Wahlbezirk von Indiana in das US-Repräsentantenhaus in Washington gewählt, wo er am 4. März 1881 die Nachfolge von Gilbert De La Matyr antrat. Im Jahr 1882 wurde er wiedergewählt. Sein Gegenkandidat bei dieser Wahl, William E. English, legte aber gegen den Wahlausgang Beschwerde ein. Nachdem diesem stattgegeben worden war, musste Peelle am 22. Mai 1884 sein Mandat an English abtreten.
Im Jahr 1892 war Stanton Peelle Delegierter zur Republican National Convention in Minneapolis, auf der Präsident Benjamin Harrison zur Wiederwahl nominiert wurde. Zwischen 1892 und 1913 war er Bundesrichter am Court of Claims, dessen Vorsitz er als Nachfolger von Charles C. Nott seit dem 20. Dezember 1905 führte. Von 1901 bis 1911 war Peelle auch Juraprofessor an der George Washington University. Zwischen 1906 und 1925 war er Kuratoriumsmitglied der Howard University in der Bundeshauptstadt Washington. Von 1910 bis 1925 war er zusätzlich Vorstandsmitglied des Washington College of Law. Stanton Peelle wohnte bis zu seinem Tod am 4. September 1928 in Washington.